# Beitar Tel Aviv Bat Yam Football Club

O Beitar Tel Aviv Ramla Football Club é um clube de futebol com que representa Ness Ziona e Tel Aviv em Israel. A equipe compete na Liga Leumit.

## História
Beitar Shimshon Tel Aviv foi formado em 2000 por uma fusão de Beitar Tel Aviv e Shimshon Tel Aviv. Ambos os clubes estavam na Liga Artzit no momento da fusão, com o novo clube assumindo um lugar na liga. Em 2006, o clube mudou-se para Bnei Yehuda.
Na temporada 2008-09, o clube terminou em sexto na Liga Artzit e, devido à reestruturação da liga, foi promovido à Liga Leumit, a segunda divisão.
em 2011, o clube teve sua segunda fusão, desta vez com o Beitar Ramla, devido a isso, Shimshon se aposentou do sindicato fazendo com que o time mudasse seu nome para Beitar Tel Aviv Ramla .
Em 22 de maio de 2019, Ramla se retirou da fusão e o clube se fundiu com o Maccabi Ironi Bat Yam, devido a isso, o clube mudou seu nome para Beitar Tel Aviv Bat Yam.
Após o final da temporada 2019-20, 12 jogadores da lista de Beitar Tel Aviv Bat Yam passaram a jogar na Premier League de Israel.

## Elenco Atual
Atualizado em 8 de fevereiro de 2022
| N.º |        | Posição | Jogador          |
| --- | ------ | ------- | ---------------- |
| 1   | Israel | G       | Avihay Dahan     |
| 2   | Israel | D       | Michael Chilaka  |
| 3   | Israel | D       | Nitay Bitan      |
| 4   | Israel | D       | Itay Ben Hemo    |
| 5   | Israel | D       | Omer Itzhaki     |
| 6   | Israel | M       | Rotem Yatzkar    |
| 7   | Israel | M       | Eran Biton       |
| 8   | Israel | M       | Niv Berkovic     |
| 9   | Israel | M       | Lior Katzav      |
| 10  | Israel | A       | Asaf Hershko     |
| 11  | Israel | A       | Or Roizman       |
| 12  | Israel | D       | Tomer Machluf    |
| 13  | Israel | D       | Michael Mor      |
| 14  | Israel | A       | Eden Hershkovitz |

| N.º |                 | Posição | Jogador        |
| --- | --------------- | ------- | -------------- |
| 15  | Israel          | M       | Gal Levi       |
| 16  | Tanzânia        | M       | Novatus Dismas |
| 17  | Israel          | D       | Mor Edri       |
| 18  | Israel          | M       | Shahar Rosen   |
| 19  | Israel          | A       | Eyal Hen       |
| 20  | Israel          | A       | Dor Turgeman   |
| 22  | Israel          | M       | Ofek Ovadia    |
| 23  | Israel          | G       | Omer Dajani    |
| 24  | Israel          | D       | Dalaly Ambao   |
| 26  | Israel          | D       | Guy Kaufman    |
| 30  | Costa do Marfim | M       | Sacre Kipre    |
| 70  | Nigéria         | M       | Hamed Sholaja  |
|     | Israel          | M       | Matan Maman    |